# Sleeuwijk
Sleeuwijk is een plaats in de Nederlandse provincie Noord-Brabant en deel van de gemeente Altena. Historisch gezien maakte het deel uit van het Land van Altena, en werd het bestuurd vanuit Woudrichem. Sinds ongeveer 1815 maakte Sleeuwijk deel uit van de gemeente De Werken en Sleeuwijk. Deze had een oppervlakte van 2111 ha. In 1950 ging de toen 4218 inwoners tellende gemeente op in de gemeente Werkendam, die in 1973 nog sterk vergroot werd. Vanaf 1 januari 2019 maakt Sleeuwijk onderdeel uit van de gemeente Altena. In 2023 telde het dorp 6.030 inwoners.

## Ligging en nabijgelegen kernen
Sleeuwijk ligt aan de Boven-Merwede, schuin tegenover Gorinchem en tussen Werkendam en Woudrichem. Tussen Sleeuwijk en het water ligt buitendijks op een uiterwaard het natuurgebied Groesplaat. Daar bevindt zich ook de haven. Aan de rand van Sleeuwijk vindt men de (voormalige) buurtschappen Kerkeinde, Hoekeinde en 't Zand.
Tussen Sleeuwijk en Oudendijk wordt het Landgoed Kraaiveld ontwikkeld op de plaats waar zich vroeger een gelijknamig landgoed bevond.
Ten westen van Sleeuwijk ligt een boezemsloot, waar de Alm en Gantel op uitkomen. Hier vindt men ook enkele forten die tot de Nieuwe Hollandse Waterlinie hebben behoord, zoals het Fort aan de Uppelse Dijk met het Schanswiel, tegenwoordig een natuurgebied. Verder is er vooral grootschalig landbouwgebied te vinden.
Nabijgelegen kernen zijn Werkendam, Schelluinen, Gorinchem, Woudrichem, Nieuwendijk en Almkerk.
Dichtstbijzijnde grote steden zijn Breda, Dordrecht, Utrecht en 's-Hertogenbosch.

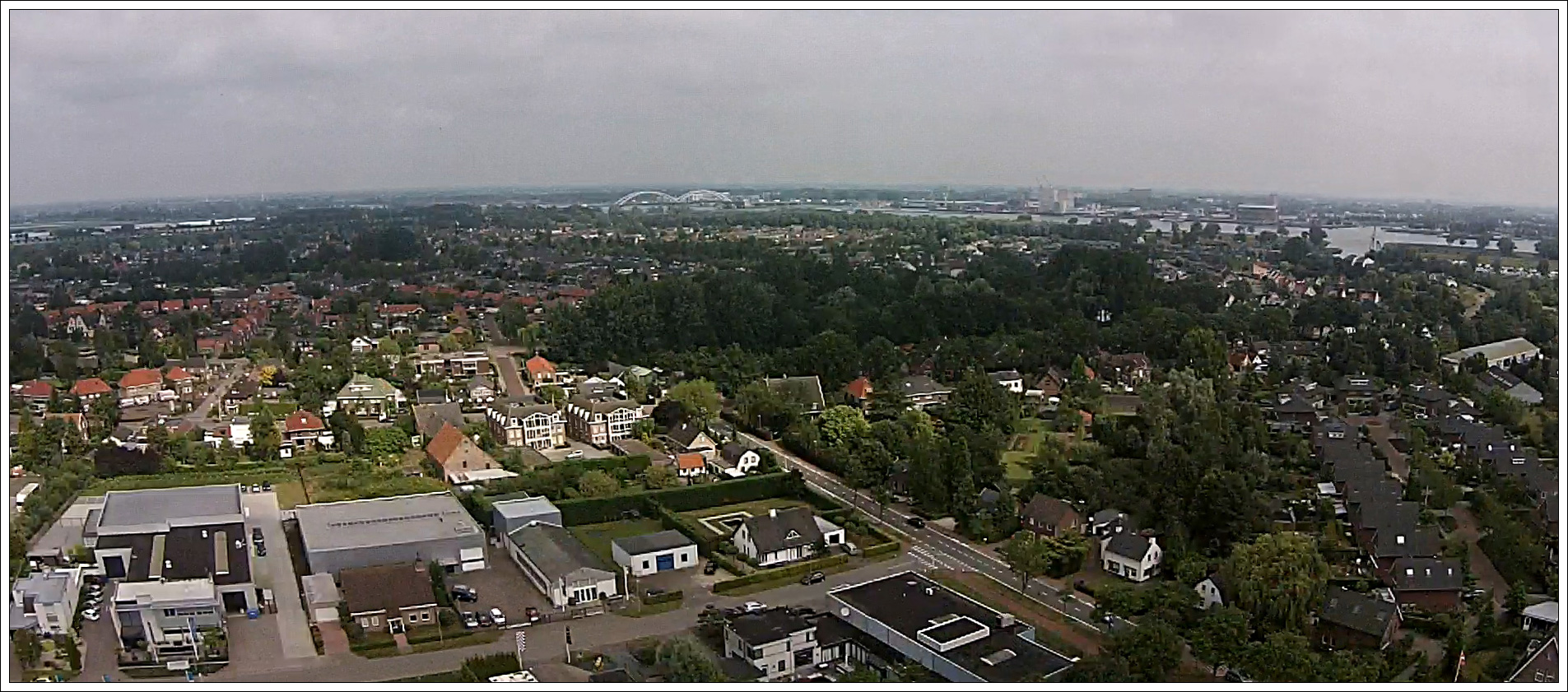
Luchtfoto van Sleeuwijk. De rivier de Merwede is aan de horizon te zien samen met de Merwedebrug.

## Geschiedenis
De oudste vermelding van Sleeuwijk dateert uit 1266. Sleeuwijk dankt zijn betekenis vooral aan het veer naar Gorinchem. Dit werd voor het eerst in 1327 genoemd en was een van de oudste voetveren van Nederland. In 1811 stak keizerin Marie Louise van Oostenrijk, vrouw van Napoleon Bonaparte, met dit veer de Merwede over. Vandaar dat het veer de bijnaam Het veer van Keizerin Marie Louise kreeg en een tijdlang werd aangeprezen als de kortste weg naar Parijs. De -steeds drukker wordende- veerpont was van groot belang en heeft gefunctioneerd tot in 1961 de Merwedebrug werd geopend.
In 1589 werd de kerk van Sleeuwijk verwoest, toen de dijk van de Boven-Merwede werd doorgestoken. Later werd deze kerk weer hersteld. In 1594 werd, in opdracht van Willem van Oranje, de Muggenschans gebouwd, alsmede Fort De Werken, op de plaats waar later Fort Altena zou komen. Deze schans werd sinds het begin van het Twaalfjarig Bestand, in 1609, niet meer gebruikt. Tot in de 2e helft van de 20e eeuw was er nog iets van de schans te zien, nu is ze volledig verdwenen.

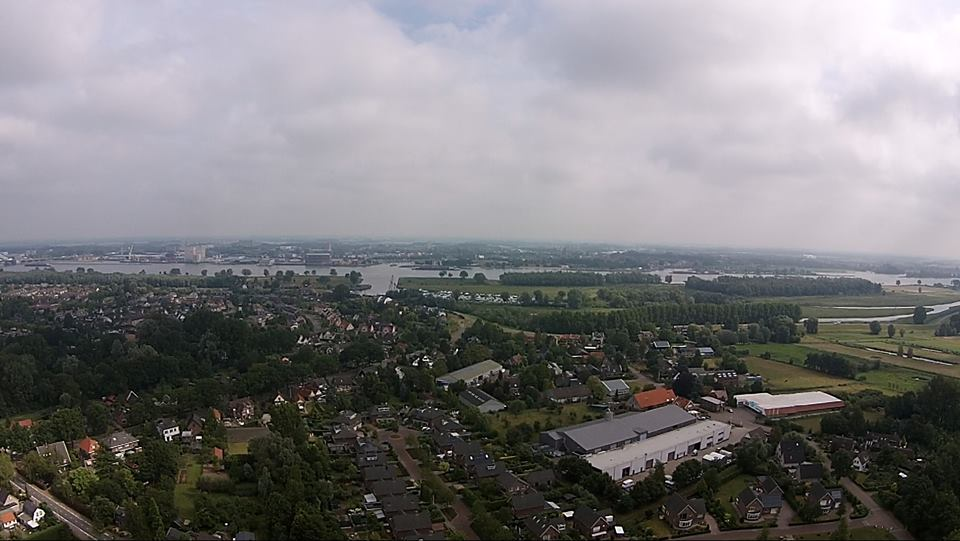
Oostelijk gedeelte van Sleeuwijk met Groesplaat, de Boven-Merwede en Gorinchem op de achtergrond

## Bezienswaardigheden
- Oude kerkje, aan Kerkeinde 31, met 16e- en 17e-eeuws muurwerk. Voormalige Hervormde kerk, tegenwoordig Hervormde Gemeente Ichthus.
- Twee poldermolens van het type wipmolen: de Uitwijkse Molen en de Zandwijkse Molen, tussen Sleeuwijk en Uppel, daterend van 1700 respectievelijk 1699.
- Woonhuis met smidse, eind 18e eeuw, aan Hoekeinde 37.
- Fort Altena
- Brugpijlers NATO-brug, in de Sleeuwijkerwaard.

Zie ook:
- Lijst van rijksmonumenten in Sleeuwijk
- Lijst van gemeentelijke monumenten in Sleeuwijk

## Overige kerken

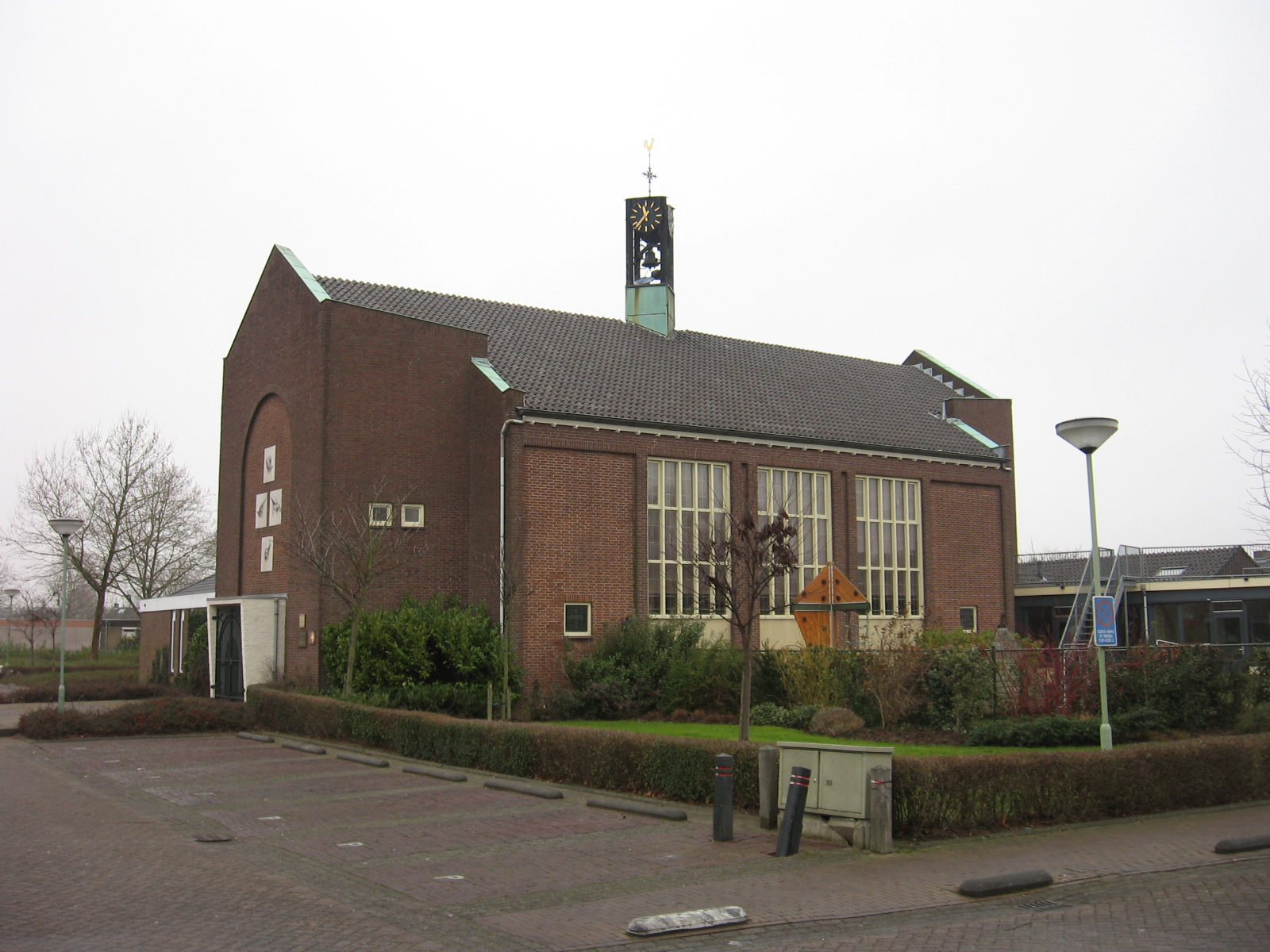
Hervormde kerk aan Tienhont 3

- De Hervormde kerk,[3] in 1957 gebouwd aan Tienhont 3 in traditionalistische stijl. Het orgel is uit 1975 en gebouwd door de firma E. Verschueren. Met klokken- en uurwerktorentje op het dak.
- De Sint-Jozef Werkmankerk,[4] in 1964 gebouwd aan Rijksstraatweg 22, als bijkerk voor de Johannes Nepomukkerk te Woudrichem. Architect was E. de Jong. Sedert 1979 een parochiekerk. In 1987 kwamen er glas-in-loodramen, afkomstig van de Antonius van Paduakerk te Werkendam, waar ze in 1957 geplaatst zijn. Deze kerk werd gesloopt.
- De Ontmoetingskerk uit 1968 aan Notenlaan 69, een Gereformeerde kerk.
- De Ichthuskapel[5] uit 1978, aan Transvaal 65, een Nederlands Gereformeerde kerk die ook aan andere kerkgenootschappen verhuurd wordt. Inmiddels is deze kerk afgebroken.

## Economie
In Sleeuwijk vindt men wat lichte industrie en een enkel scheepsreparatiebedrijf. Ook is er enige tuinbouw in de omgeving van de plaats.

## Scholen
- Burgemeester Verschoorschool
- Basisschool De Morgenster
- CSG Oude Hoven, locatie Schans
- Altena College

## Verenigingen
- Voetbalvereniging Sleeuwijk VV Sleeuwijk
- Kick- en Boksvereniging Panthera gym
- CSV De Zilvermeeuw
- Korfbalvereniging SKV
- Tennisvereniging "Tennis Is Ons Streven"
- Oranjevereniging Sleeuwijk
- Zwemclub Bijtelskil
- Muziekvereniging/showkorps Wilhelmina

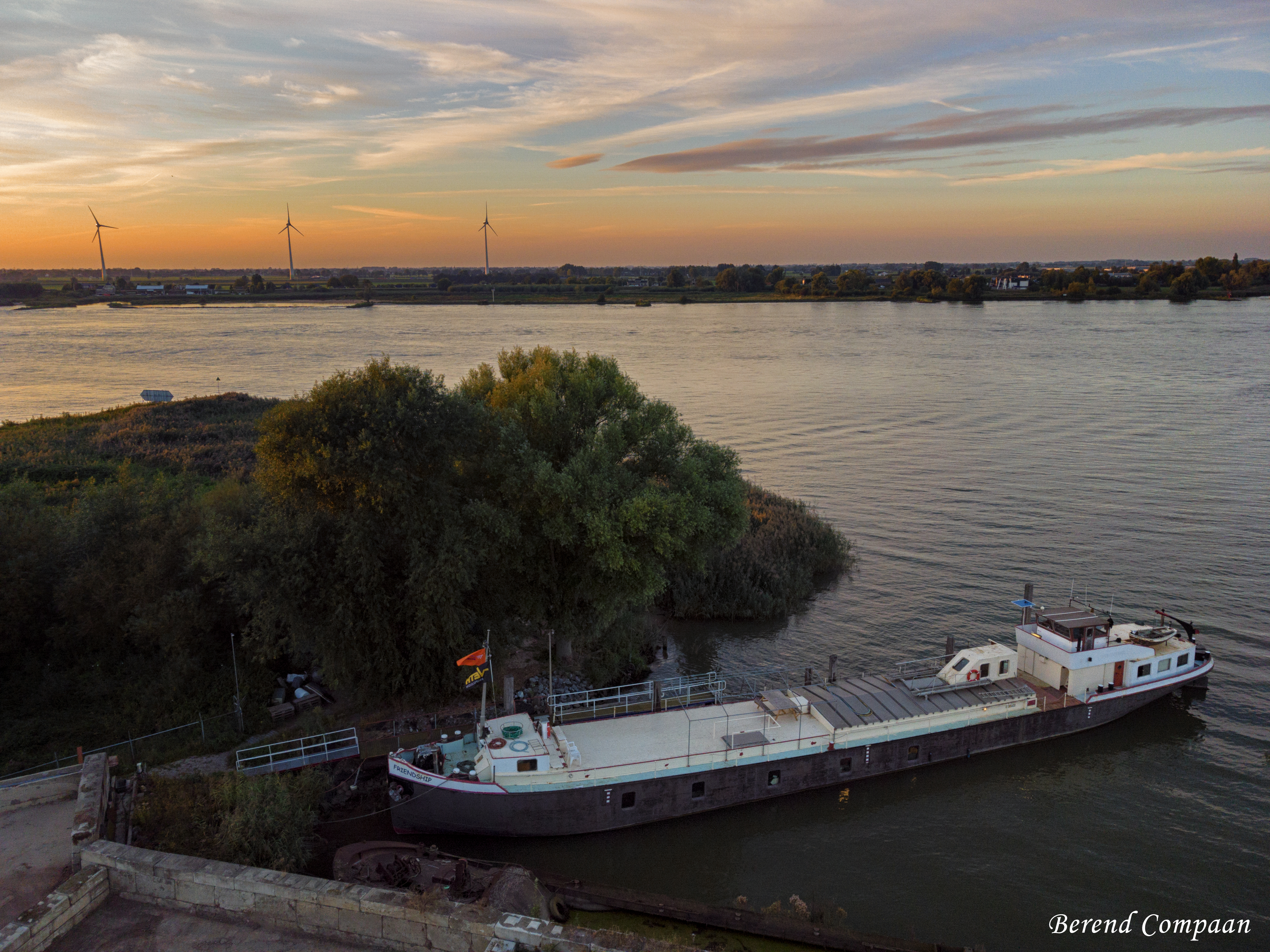
Stichting Tienerfriends, Jongerencentrum de Friendship. Het Schip op haar ligplaats langs de dijk van Sleeuwijk.

- Scouting Altenagroep
- Jeu de Boules Altena
- Stichting Tienerfriends, Jongerencentrum de Friendship. Het Schip op haar ligplaats langs de dijk van Sleeuwijk. Stichting Tienerfriends, Jongerencentrum de Friendship

## Voorzieningen
- Winkelcentrum aan de Nieuwe Es
- Bibliotheek
- Cultureel Centrum De Bolderik
- Jachthaven
- Zwembad de Bijtelskil

## Verkeer en vervoer

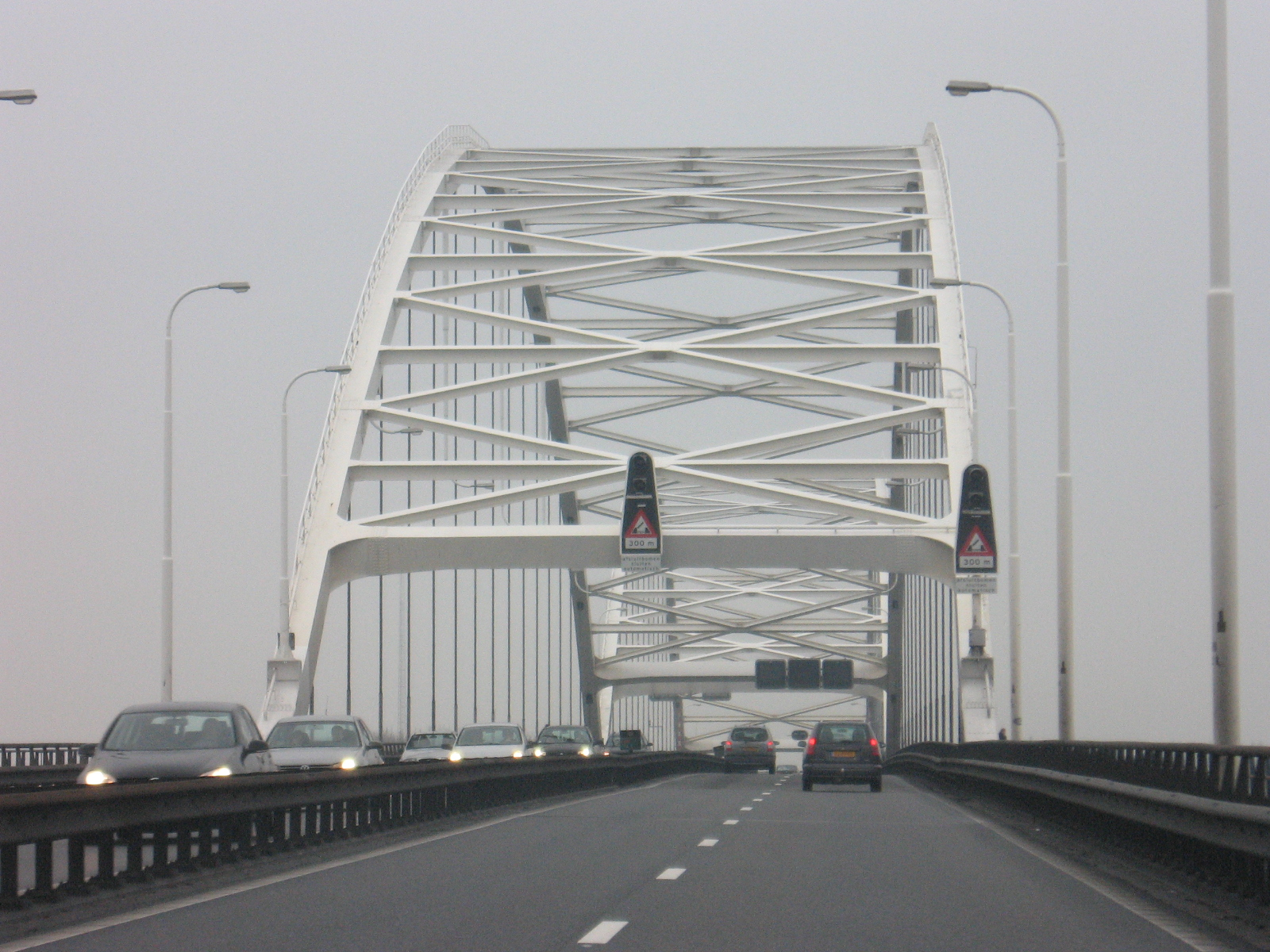
Merwedebrug

Sleeuwijk is bereikbaar vanaf de A27.
Per openbaar vervoer is Sleeuwijk bereikbaar met de Brabantliner (alle lijnen) en via buslijnen 180 (Werkendam - Sleeuwijk), 181 ('s-Hertogenbosch - Gorinchem) en 221 (ringlijn Almkerk - Sleeuwijk - Almkerk) van Arriva.
Er is een fiets-en-voetveer tussen Gorinchem en Sleeuwijk.

## Geboren
- Titus Buitenhuis (1892-1964), NSB-burgemeester (burgemeester van Schagen, Sint Maarten en Naarden)
- Piet Roubos (1916-2008), verzetsman
- Lieke Schuitmaker (1976), VVD-politicus, bestuurder (burgemeester van Alphen-Chaam sinds 2023)
- Hermanus Eliza Verschoor (1791-1877), landbouwer, liberaal politicus en bestuurder (o.a. burgemeester van Sleeuwijk 1813, 1826-1856)
- Marijn de Haas (oud-voetballer)
- Mart Visser (1968), modeontwerper